# Kirchohmfeld
Kirchohmfeld is een deel van de stad en gemeente Leinefelde-Worbis in het district Eichsfeld in het noorden van de Duitse deelstaat Thüringen.
Kirchohmfeld is een van oorsprong Hoogduits sprekende plaats, en ligt aan de Uerdinger Linie.     
Kirchohmfeld hoorde bij de stad Worbis van 1994 tot 2004. De stad Worbis werd 2004 in de stad Leinefelde-Worbis geïntegreerd.

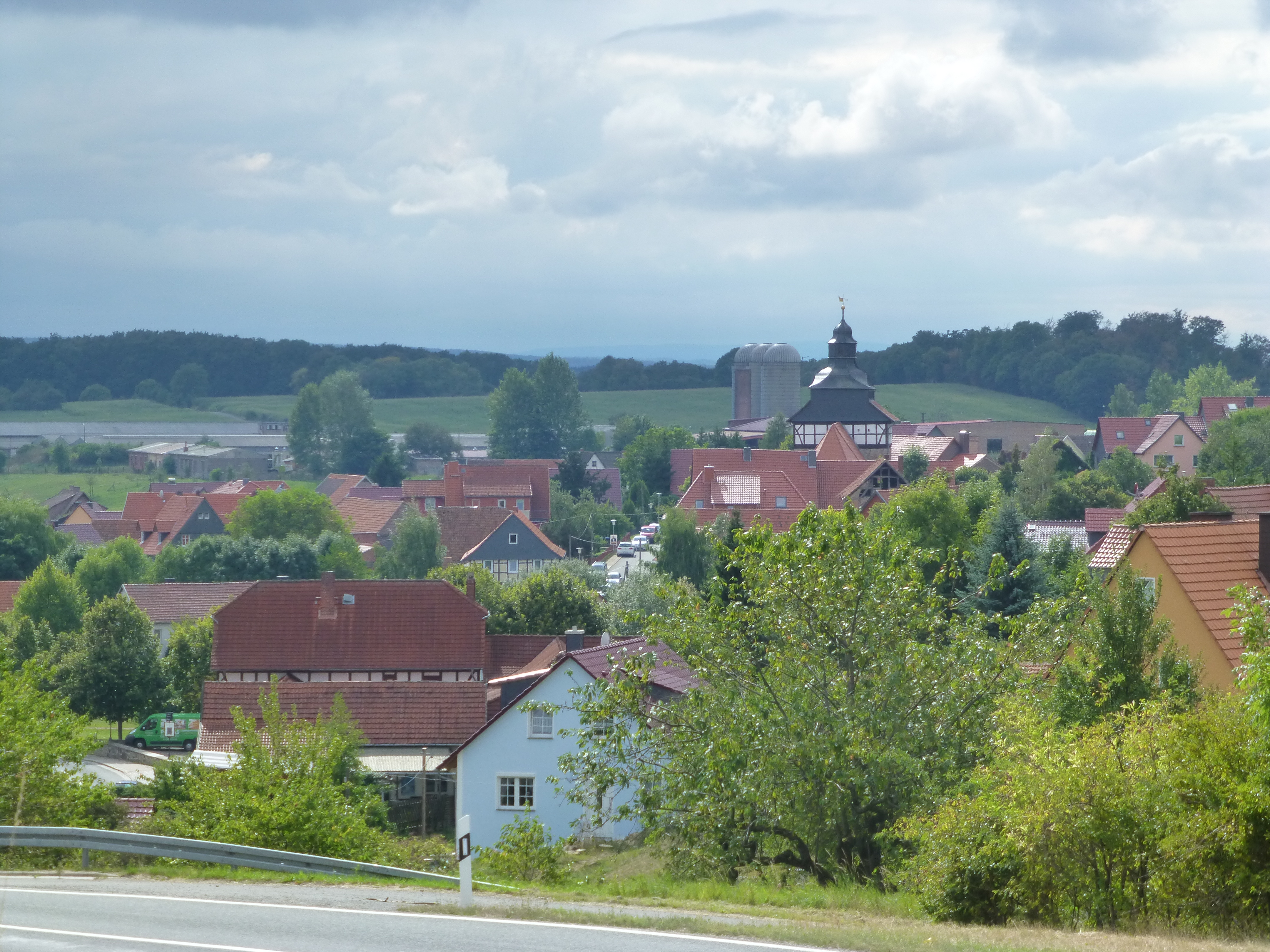
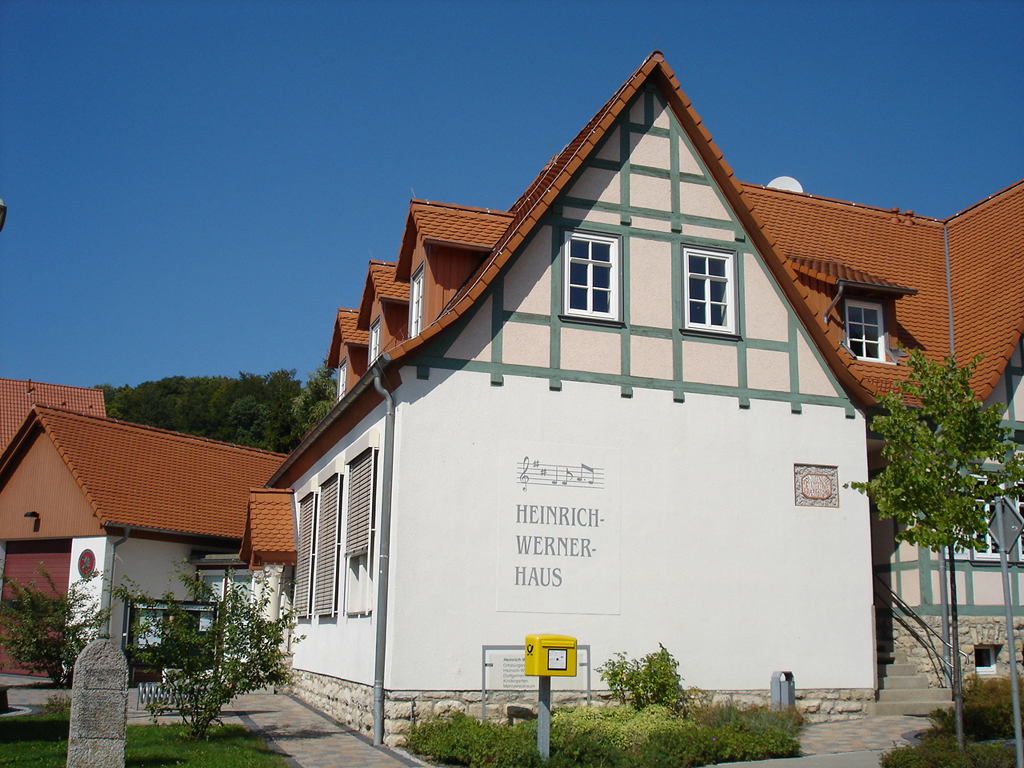
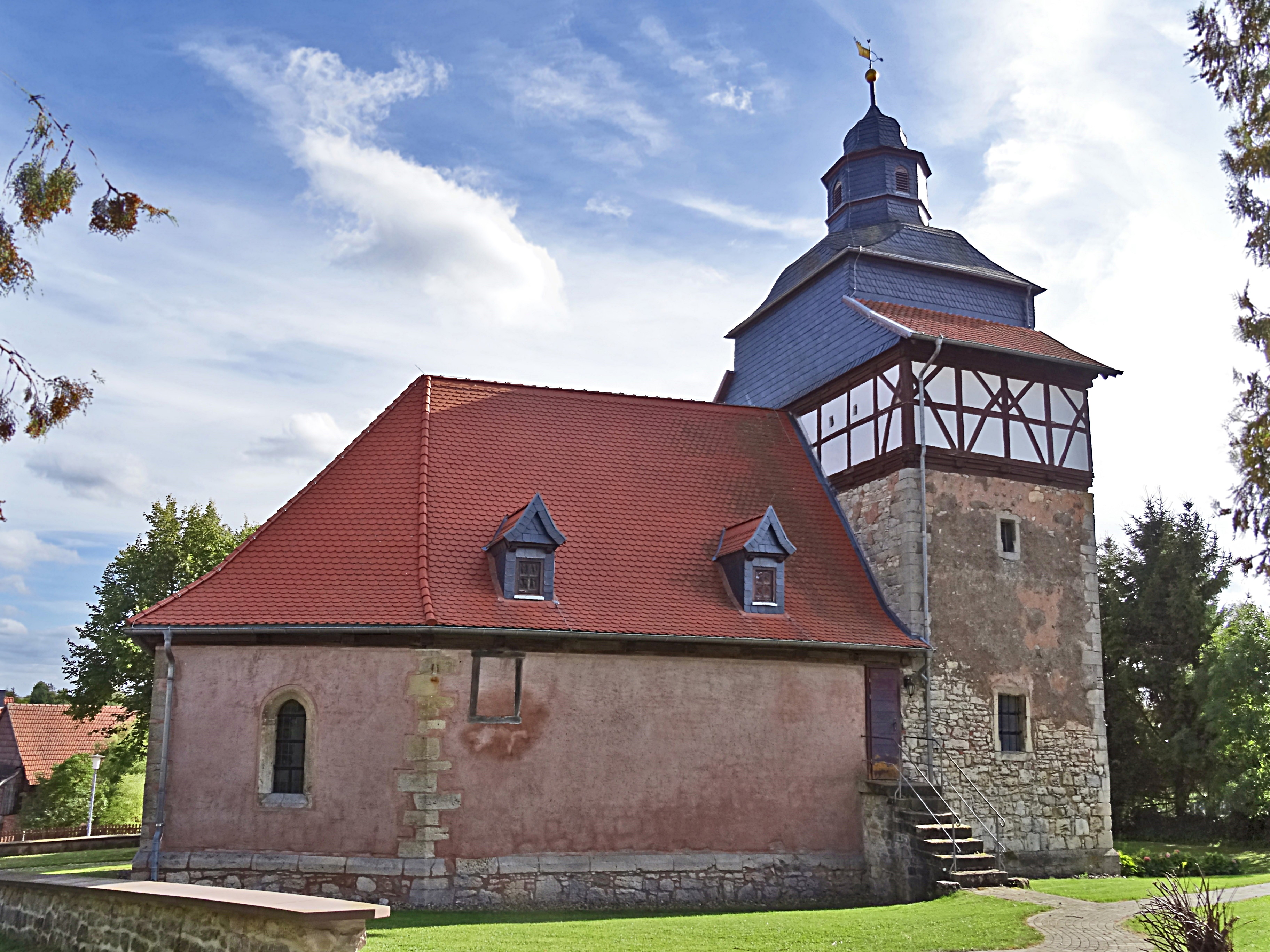

Beuren · Birkungen · Breitenbach · Breitenholz · Hundeshagen · Kallmerode · Kaltohmfeld · Kirchohmfeld · Leinefelde · Wintzingerode · Worbis